# Kawasaki (Kanagawa)
Kawasaki (川崎市?, Kawasaki-shi) è una città del Giappone situata nella prefettura di Kanagawa. Si estende per 144,35 km² e ha circa 1,3 milioni di abitanti. È all'8º posto per numero di abitanti del paese, ed è una delle principali città a formare la Grande Area di Tōkyō.

## Storia
Originariamente, insieme con Edo (l'odierna Tokyo), faceva parte della provincia di Musashi. Durante il periodo Heian era sotto il controllo del clan Inage, e durante il periodo Kamakura fu sotto il controllo del tardo clan Hōjō.
Kawasaki aumentò la sua importanza politica durante il periodo Edo, come punto di passaggio per i viaggiatori diretti da e verso Edo. Durante l'era Meiji, la prima linea ferroviaria del Giappone fu fatta passare nella regione di Kawasaki, favorendone la crescita come centro industriale.
Fu fondata il 1º luglio 1924, dalla fusione di due città e un villaggio che sorgevano attorno alla stazione di Kawasaki, e fu allargata alla sua attuale estensione nel 1939.
La maggior parte delle industrie della città furono distrutte dai bombardamenti statunitensi del 1945, ma la città si riprese velocemente nel dopoguerra. Divenne una città designata per ordinanza governativa nel 1972.

## Geografia antropica
Dal 1982 la città è divisa in 7 distretti.

### Suddivisioni amministrative
| Quartieri di Kawasaki | Quartieri di Kawasaki                                                   |
| --- | ----------------------------------------------------------------------- |
| Kawasaki ha 7 quartieri (ku): - Asao-ku - Kawasaki-ku - centro amministrativo - Miyamae-ku - Nakahara-ku - Saiwai-ku - Takatsu-ku - Tama-ku | Asao-ku Kawasaki-ku Miyamae-ku Nakahara-ku Saiwai-ku Takatsu-ku Tama-ku |

## Infrastrutture e trasporti
A Kawasaki è presente solo una linea che la attraversa da est a ovest per la sua lunghezza (la linea JR Nambu), mentre sono diverse le linee JR e non che la attraversano in vari punti da nord a sud, collegandola a Tokyo e a Yokohama. È prevista la costruzione di una linea di metropolitana da est a ovest. 
Le stazioni principali saranno quelle di Musashi-Mizonokuchi, Musashi-Kosugi, Kawasaki e di Shin-Yurigaoka.
La Tokyo Bay Aqua-Line, un tunnel stradale sotto la Baia di Tokyo collega Kawasaki alla città di Kisarazu nella prefettura di Chiba. 
Infine, a Kawasaki operano bus urbani per i collegamenti all'interno della città.

## Sport
La principale società di calcio cittadina è il Kawasaki Frontale (川崎フロンターレ) che milita in J1 League e gioca le partite casalinghe nel Todoroki Athletics Stadium.
Lo Yomiuri Giants Stadium è uno stadio di baseball che può contenere 4 000 spettatori e viene usato come campo di allenamento degli Yomiuri Giants.

## Amministrazione

### Gemellaggi
Kawasaki è gemellata con:
- Baltimora, dal 1979
- Bucheon, dal 1996
- Fiume, dal 1977[1]
- Lubecca, dal 1992
- Salisburgo, dal 1992
- Sheffield, dal 1990
- Shenyang, dal 1981
- Wollongong, dal 1988